# Robert Sterk

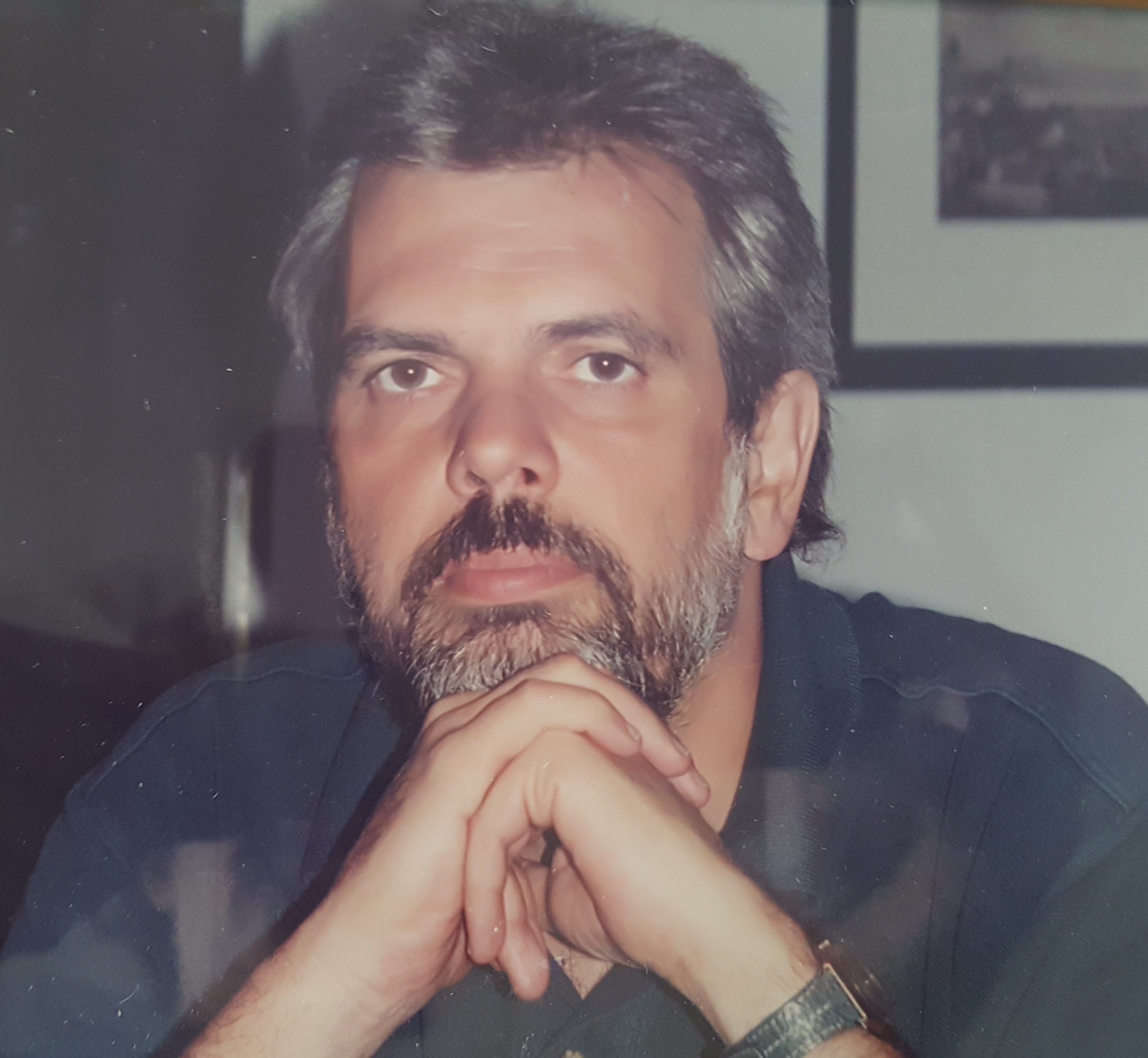
Der Journalist Robert Sterk.

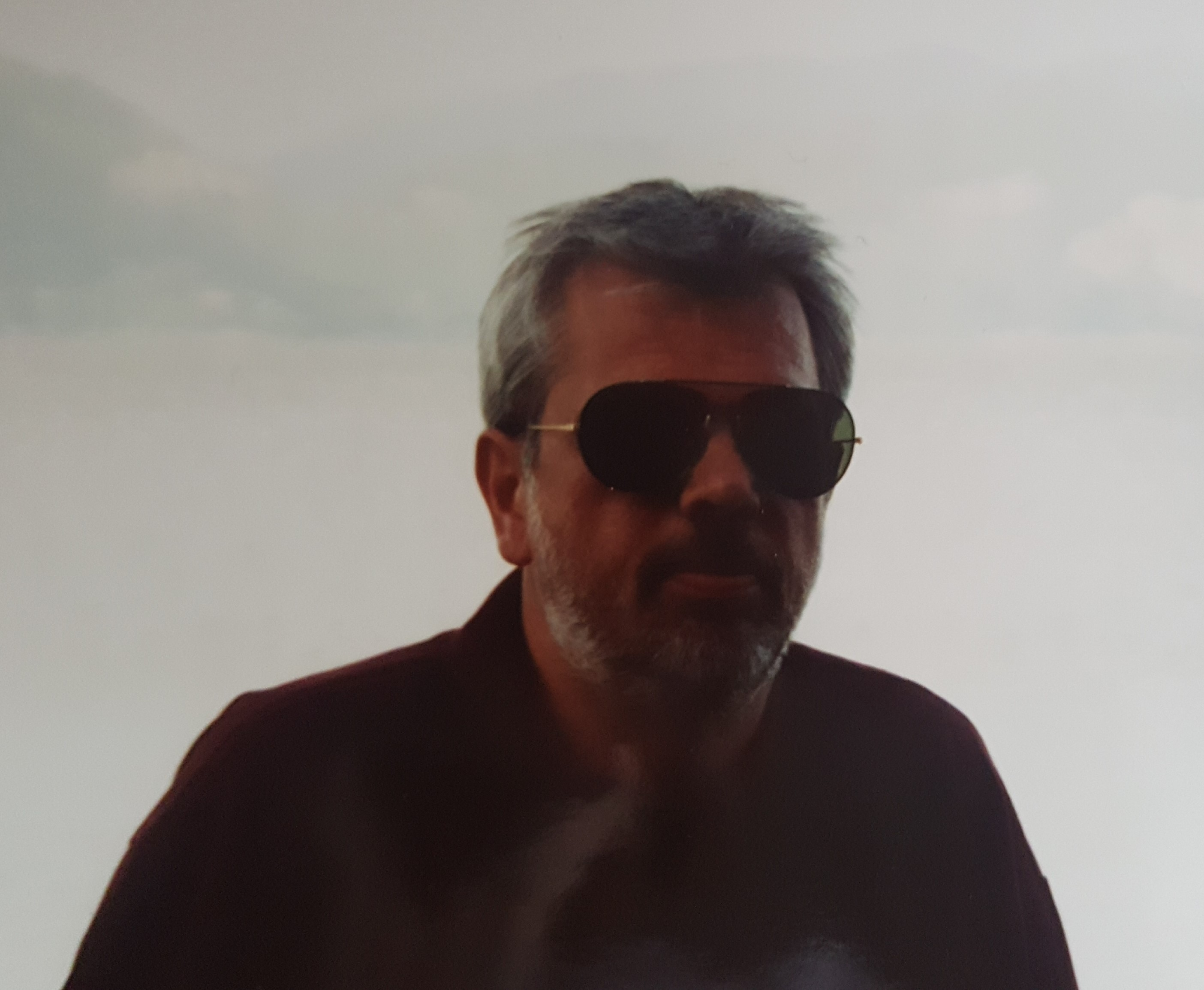
Robert Sterk

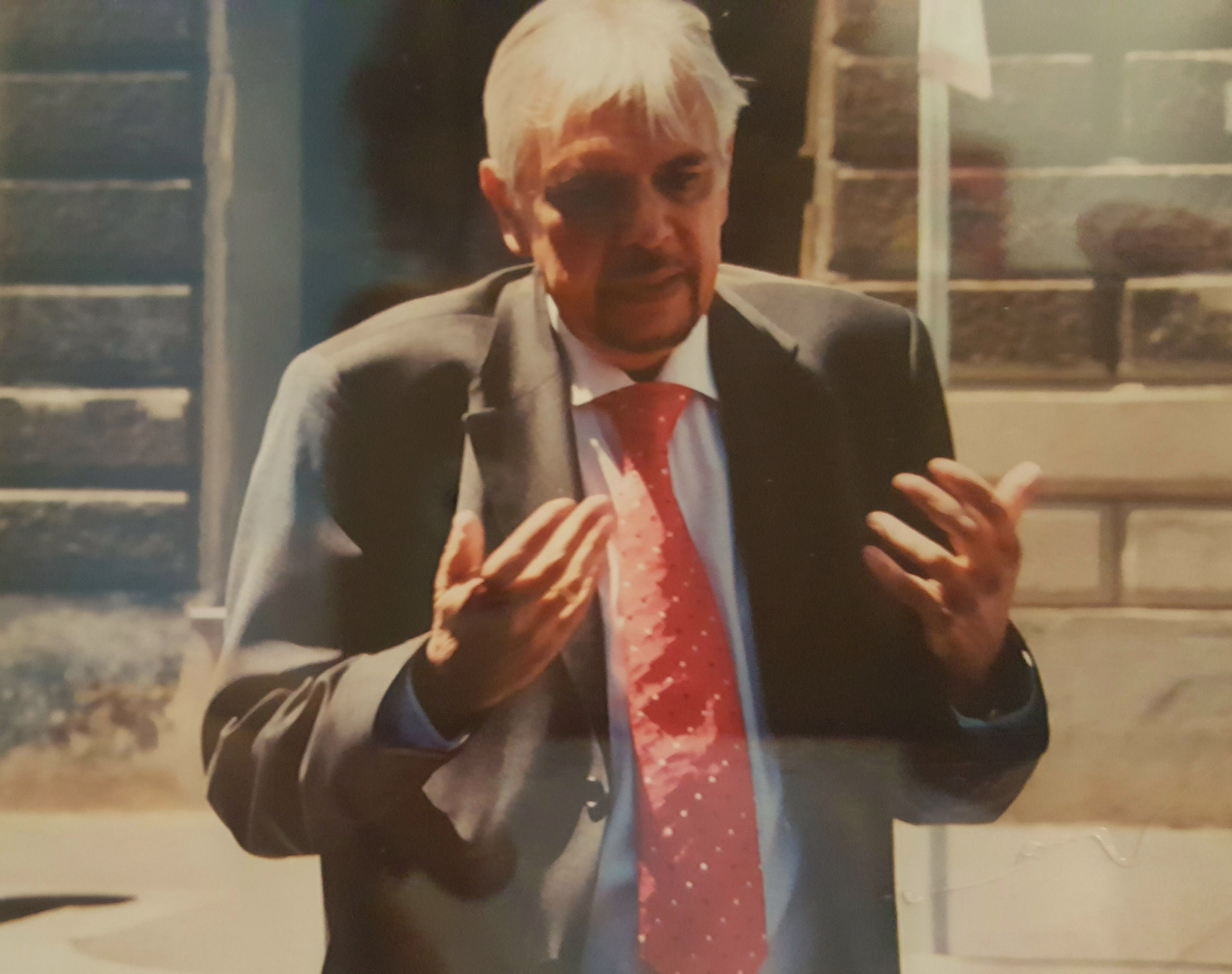
Robert Sterk bei der Einweihung der Sterkgasse.

Robert Sterk (* 13. März 1949 in Wien; † 12. März 2013) war ein österreichischer Journalist, Buchautor und Medienberater.

## Leben
Sterk stammte aus einer Journalistenfamilie, sein Vater war der stellvertretende AZ-Chefredakteur und Widerstandskämpfer Josef Sterk (1903–1981), die Mutter Friederike Elisabeth Sterk (geb. Zak, 1909–1980), sein Bruder Harald Sterk (1938–1991), Kulturpublizist. Der Familie Sterk wurde die Sterkgasse, im 5. Wiener Gemeindebezirk gewidmet.
Robert Sterk war für österreichische und deutsche Publikationen tätig. Seine Anfänge machte er als Lokalreporter bei der Arbeiterzeitung.
1973 wurde er von Peter Michael Lingens zum profil geholt. Danach folgte eine Mitarbeit beim deutschen Wochenmagazin stern als Österreich-Redakteur von 1975 bis 1979.
Chefredakteur des sozialistischen Monatsmagazin Heute war er von 1979 bis 1982.
Hans Schmid holte ihn 1987 zum Wiener als Leiter des politischen Ressorts und war später auch stv. Chefredakteur unter Gerd Leitgeb.
Geschäftsführer & Chefredakteur des österreichischen Monatsmagazins Basta war er von 1992 bis 1993.
Mitte der 90er Jahre wechselte er auf Peter Rabls Angebot zum Kurier und wurde Ressortleiter der Chronikredaktion sowie Chefredakteur des Sonntagskuriers. Jahrelang galt sein Interesse dem Wohnbau und der Stadterneuerung und brachten ihn zur Entwicklung des Wohn-KURIER, gemeinsam mit dem damaligen Wohnbaustadtrat Werner Faymann.
Außerdem hat er für den ORF verschiedene Dokumentationen bearbeitet und gestaltete die Dokumentation über Rudolf Kirchschläger "Stationen eines Lebens". Für den Hörfunk des ORF produzierte er auch viele Beiträge.
Als Anhänger und Unterstützer des Wiener Fußballklubs SK Rapid wurde er 1998 in das Kuratorium des Vereins gewählt.
Am 28. Januar 2008 bekam er das goldene Verdienstzeichen der Stadt Wien von Bürgermeister Michael Häupl verliehen: „Mit seiner Arbeit bei Zeitungen und Magazinen, unter anderem bei der Arbeiterzeitung, profil, Stern, Wiener, wo er stellvertretender Chefredakteur war, und als Chefredakteur bei Basta hat er die Österreichische und im Speziellen die Wiener Medienlandschaft wesentlich mitgestaltet. Als Kolumnist und Leiter des Chronik-Ressorts des Kurier stand ab Mitte der 90er Jahre Wien im Mittelpunkt seines journalistischen Blickwinkels. Darüber hinaus leitete er auch den Wohn-Kurier und befasste sich daher intensiv mit dem Thema geförderter Wohnbau und Stadterneuerung. Am Ende seiner beruflichen Laufbahn übernahm Robert Sterk die Chefredaktion des Sonntag-Kurier.“
Zuletzt war Sterk als Medienberater tätig und engagierte sich in Publikationen des Echo-Verlages, welche dem Personenkreis 50-Plus gewidmet waren.
Er verstarb 2013 einen Tag vor seinem 64. Geburtstag und wurde am Hietzinger Friedhof bestattet.
Zu den Personen, mit denen Robert Sterk Interviews führte, zählten Václav Havel, Franz Vranitzky, Hannes Androsch.
Er führte auch eines der letzten Interviews mit Bruno Kreisky in seinem Feriendomizil auf Mallorca, wo dieser seine letzten Jahre verbrachte.
Er war mit der ORF-Editorin Inge Wistawel verheiratet.

## Auszeichnungen
- 1998 Sonderpreis des Kuratoriums für Verkehrssicherheit
- 2008 Goldene Verdienstzeichen des Landes Wien

## Publikationen
- Mit Wolfgang Simonitsch: Österreich und die EG. Europa unterwegs von den "Römischen Verträgen" zum Binnenmarkt. Was bedeutet das für Österreich? hpt Verlag, Wien 1989, ISBN 3-85128-029-6.
- Mit Waltraud Langer: EU Konsumenten Tips. Vorteile Nutzen Bei: Mode, Zoll, Geld, Jobs, Bildung, Lebensmitteln, Autos, Elektronik, Zweitwohnsitzen, Versicherungen. ORF. Wirtschaftsverlag Ueberreuter, Wien 1995, ISBN 3-7064-0124-X.
- mit Ingrid Edelbacher und Susanne Bürgermeister Hrsg.: Das große Wellness-Buch Ein Wohlfühl-Guide durch Österreich. Ueberreuter Verlag, 2000, ISBN 3-7064-0655-1.
- Wiens sanfte Erneuerung; Vienna's gentle renewal. Wie Bewohner die Revitalisierung ihrer Stadt erleben. Brandstätter, 2004, ISBN 3-85498-381-6. (deutsch, englisch)
- Café Schicksal. In: Peter Allmayer-Beck, Thaddäus Podgorski, Herbert Völker (Hrsg.): Das Gutruf. Ein Hinterzimmer wird 100. Bibliophile Edition 2006, ISBN 3-9502052-6-8.
- Ein neues Leben. Vom Mut, noch einmal anzufangen: Begegnungen mit außergewöhnlichen Menschen. echomedia verlag, 2007, ISBN 978-3-901761-78-2.